# Герб Первомайского поссовета
Герб муниципального образования городское поселение Первомайский поссовет Первомайского района Тамбовской области Российской Федерации.
Герб утверждён Решение Совета народных депутатов Первомайского поссовета от 5 сентября 2012 года № 223.
Герб внесён в Государственный геральдический регистр Российской Федерации под регистрационным номером 7972..

## Описание герба
«В червлёном поле — золотой колокол, сопровождённый в кайму попеременно четырьмя золотыми, обращёнными в стороны, рожками на ремешках и четырьмя серебряными стременами».

Герб Первомайского поссовета, в соответствии с Законом Тамбовской области от 27 марта 2003 года № 108-З «О гербе Тамбовской области» (статья 4), может воспроизводиться в двух равно допустимых версиях:
 — без вольной части;
 — с вольной частью — четырёхугольником, примыкающим изнутри к верхнему краю герба Первомайского поссовета с воспроизведёнными в нем фигурами из гербового щита Тамбовской области.
Герб Первомайского поссовета, в соответствии с Методическими рекомендациями по разработке и использованию официальных символов муниципальных образований (Раздел 2, Глава VIII, п.п. 45-46), утверждёнными Геральдическим советом при Президенте Российской Федерации 28.06.2006 года, может воспроизводиться со статусной короной установленного образца.

## Символика герба
История Первомайского поссовета ведет отсчет от постоялого двора, стоявшего на Астраханском тракте. Это было место отдыха ямщиков и путников. В 1831 году селение упоминается под именем Новинские харчевни. В 1866 году здесь была открыта железнодорожная станция Богоявленск на линии Ряжск — Козлов (ныне Мичуринск). При ней стало расти село Богоявленское. В 1888 году была построена церковь Пресвятой Богородицы (сохранилась поныне).
Символика герба Первомайского поссовета отражает его историю:
— стремена и почтовые рожки (в царской России эмблемой почты был ямщицкий рожок, в который трубили, приближаясь к почтовой станции, с целью быстрой смены лошадей) — символизируют начальный период становления современного поселка;
— колокол — символ храма Покрова Пресвятой Богородицы и Храма преподобного Сергия Радонежского, расположенных в поселении, что свидетельствует о высокой духовности жителей поселения;
— красный цвет полотнища и колокол в центре аналогичны цвету и главной фигуре герба Первомайского района, что символизирует тесную связь двух муниципальных образований. Красный цвет образно связан с праздником Первомая (с красными флагами и транспарантами), что аллегорически указывает на название поселения.
Червлень (красный цвет) — символ труда, мужества, жизнеутверждающей силы, красоты и праздника.
Золото — символ высшей ценности, величия, великодушия, богатства.
Серебро — символ чистоты, открытости, божественной мудрости, примирения.
Герб Первомайского поссовета разработан Союзом геральдистов России.
Авторы герба: идея герба — Михаил Ригерт (Кострома); геральдическая доработка — Константин Мочёнов (Химки); художник и компьютерный дизайн — Анна Гарсия (Москва); обоснование символики — Вячеслав Мишин (Химки).